# Patrick Dougherty
Patrick Dougherty (Kensington, 21 novembre 1931 – Bathurst, 30 agosto 2010) è stato un vescovo cattolico australiano.

## Biografia
Patrick Dougherty nacque il 21 novembre 1931 a Kensington, un sobborgo di Sydney, secondogenito di una famiglia con quattro figli, dove anche due dei suoi tre fratelli divennero preti.
Studiò presso la Our Lady of the Rosary school a Kensington e poi presso il Waverley College, nell'omonimo sobborgo, completando gli studi presso il St Columba's Catholic College a Springwood, nel 1948. Maturata la vocazione religiosa, entrò nel 1950 nel Seminario di San Patrizio a Manly e successivamente fu inviato a Roma per studiare presso il Pontificio Collegio Urbano, conseguendo il dottorato in teologia nel 1957.
Fu ordinato presbitero a Roma 7 dicembre 1954 dall'arcivescovo Pietro Sigismondi per l'arcidiocesi di Sydney. Tornato in Australia, fu nominato viceparroco della St Mel's Church a Campsie, sobborgo di Sydney, ma già nel 1958 fu inviato nuovamente a Roma per svolgere le ricerche canoniche sulla vita di madre Mary Potter, religiosa fondatrice della Piccola compagnia di Maria. Al ritorno in Australia fu dal 1959 al 1961 docente di filosofia, latino e italiano al St Columba's Catholic College e decano degli studenti e dal 1961 fu direttore dell'"anno spirituale" degli studenti del primo anno. Tornato poi nuovamente a Roma nel 1962, fu assistente vicerettore del Pontificio Collegio Urbano e vicerettore dal 1967. Nel 1963 pubblicò il suo libro Mother Mary Potter, foundress of the Little Company of Mary. Tornato in Australia nel 1970, entrò in servizio presso il segretariato della Conferenza dei vescovi cattolici australiani.
Il 15 ottobre 1976 papa Paolo VI lo nominò vescovo ausiliare di Canberra e Goulburn, assegnandogli la sede titolare di Lete. Ricevette l'ordinazione episcopale nella cattedrale di San Cristoforo l'8 dicembre successivo per imposizione delle mani dell'arcivescovo Thomas Vincent Cahill.
Sette anni dopo, papa Giovanni Paolo II lo nominò vescovo di Bathurst. Prese possesso della diocesi il 5 ottobre seguente.
Resse la diocesi per 25 anni, ritirandosi per raggiunti limiti d'età l'11 novembre 2008. Poco prima del suo ritiro, denunciò un'eresia diffusasi in una parrocchia della diocesi ad opera del parroco locale, che iniziò a far circolare una sua pubblicazione nella quale si negava esplicitamente la divinità di Gesù, dichiarazione in seguito pienamente abiurata.
Morì a Bathurst il 30 agosto 2010 all'età di 78 anni a causa di un tumore polmonare.

## Genealogia episcopale
La genealogia episcopale è:
- Cardinale Scipione Rebiba
- Cardinale Giulio Antonio Santori
- Cardinale Girolamo Bernerio, O.P.
- Arcivescovo Galeazzo Sanvitale
- Cardinale Ludovico Ludovisi
- Cardinale Luigi Caetani
- Cardinale Ulderico Carpegna
- Cardinale Paluzzo Paluzzi Altieri degli Albertoni
- Papa Benedetto XIII
- Papa Benedetto XIV
- Papa Clemente XIII
- Cardinale Marcantonio Colonna
- Cardinale Giacinto Sigismondo Gerdil, B.
- Cardinale Giulio Maria della Somaglia
- Cardinale Carlo Odescalchi, S.I.
- Cardinale Costantino Patrizi Naro
- Cardinale Serafino Vannutelli
- Cardinale Domenico Serafini, O.S.B.
- Cardinale Pietro Fumasoni Biondi
- Arcivescovo Filippo Bernardini
- Cardinale Norman Gilroy
- Arcivescovo Thomas Vincent Cahill
- Vescovo Patrick Dougherty